# Cnephora catocalaria
Cnephora catocalaria är en fjärilsart som beskrevs av W. Warren 1905. Cnephora catocalaria ingår i släktet Cnephora och familjen mätare. Inga underarter finns listade i Catalogue of Life.